# Cimitero urbano (Arezzo)
Il Cimitero Urbano è la principale area cimiteriale del Comune di Arezzo, situato a nord della Fortezza Medicea.

## Storia e descrizione
Il cimitero si compone di due nuclei: il "Cimitero Monumentale" e il "Cimitero Urbano Comunale".

### Cimitero Monumentale
Questo nucleo appartiene alla Fraternita dei Laici ed è composto da un impianto originario ottocentesco scenograficamente simmetrico rispetto all'asse longitudinale. Le pareti laterali dei loculi sono interrotte nella mezzeria da manufatti semicircolari arricchiti da aperture sormontate da archi a tutto sesto denominati emicicli. Nella parte monumentale sono presenti sarcofagi e memorie di interesse storico-artistico, soprattutto all'interno degli emicicli, con opere di artisti per lo più toscani, come Amalia Dupré o Mario Moschi. 
La struttura centrale del cimitero si articola su tre livelli denominati ripiani, all'interno dei quali trovano posto sepolture a terra in tombe murate denominate aiuole giardinetto e viali a lastrico. Il primo ripiano, completamente rifatto negli anni Settanta, ha perduto la sua disposizione originaria; il secondo e terzo ripiano, raggiungibili dal primo mediante tre ordini di scale, conservano ancora le caratteristiche del cimitero monumentale ottocentesco.
Nel lato sinistro del cimitero, in direzione della fortezza medicea è collocato un manufatto a tronco di cono con tre ordini di loculi posti in maniera simmetrica in entrambi i lati, denominato "Calvario". Al centro del cimitero si trova un grande monumento ai Caduti, opera di Alessandro Lazzerini.
Il cimitero ha inoltre una cappella del Suffragio dove vengono svolte quotidianamente funzioni religiose.

### Cimitero Urbano Comunale
Il Cimitero Comunale Urbano è rappresentato da una superficie a forma trapezoidale di circa un ettaro contiguo al Cimitero Monumentale della Fraternita dei Laici. I due cimiteri sono accessibili, attraverso un viale alberato.
Nell'area del cimitero comunale trovano sistemazione i campi di inumazione, organizzati su due file di aiuole, separate le une dalle altre da viali in terra battuta e ghiaia.
All'interno di tale area sono presenti due riquadri, che accolgono le spoglie di circa 100 militari deceduti durante l'ultimo conflitto mondiale.
Sul lato sud del cimitero è presente un manufatto articolato, su quattro livelli, all'interno del quale sono stati realizzati 2700 colombari, 60 cappelle di famiglia e circa 800 ossari. La struttura progettata dall'architetto Massimo Carmassi con paramenti esterni in mattoni, travertino e vetro, è stata concepita con le forme di un'architettura moderna basata sulla semplicità e sulla linearità.
Nel lato opposto dell'area comunale è stato realizzato il Tempio crematorio.